# AC Milán 2013/2014
Tento článek se podrobně zabývá událostmi ve fotbalovém klubu AC Milán v sezoně 2013/14 a jeho působení v nejvyšší lize, domácího poháru a v Liga mistrů UEFA.

## Realizační tým
| Post | Jméno                                                               |
| --- | ------------------------------------------------------------------- |
| Hlavní trenér | Massimiliano Allegri (do 13.1.2014) Clarence Seedorf (od 16.1.2014) |
| Asistent trenéra | Mauro Tassotti                                                      |
| Trenér brankářů | Marco Landucci (do 13.1.2014) Valerio Fiori                         |
| Techničtí spolupracovníci                                                                                           | Andrea Maldera                                                      |
| Sportovní trenér | Fabio Allevi, Sergio Mascheroni, Andrea Primitivi                   |
| Klubové vedení |                                                                     |
| Prezident klubu | Silvio Berlusconi                                                   |
| Zástupce viceprezidenta a výkonného ředitele pro technicko-sportovní činnost                                        | Adriano Galliani                                                    |
| Zástupce prezidenta rezident klubu                                                                                  | Paolo Berlusconi                                                    |
| Viceprezident a generální ředitel pro funkce / oddělení společnosti, která nesouvisí s technicko-sportovní činností | Barbara Berlusconi (od 19.12.2013)                                  |
| Sportovní ředitel                                                                                                   | Ariedo Braida (do 31.12.2013)                                       |
| Ředitel sportovní organizace                                                                                        | Umberto Gandini                                                     |
| Technický ředitel pro sektor mládeže                                                                                | Filippo Galli                                                       |
| Vedoucí klubu | Vittorio Mentana                                                    |

## Soupiska
Aktuální k datu 30. června 2014.
| Číslo | Pozice | Nár.       | Hráč                 | Datum narození a věk        | Od roku | Předchozí angažmá     | Poznámka                                          |
| ----- | ------ | ---------- | -------------------- | --------------------------- | ------- | --------------------- | ------------------------------------------------- |
| 1     | B      | Itálie     | Marco Amelia         | 2. dubna 1982 (43 let)      | 2010    | Janov                 |                                                   |
| 2     | O      | Itálie     | Mattia De Sciglio    | 20. října 1992 (32 let)     | 2011    | Juniorka              |                                                   |
| 4     | Z      | Ghana      | Sulley Ali Muntari   | 27. srpna 1984 (40 let)     | 2012    | Inter                 |                                                   |
| 5     | O      | Francie    | Philippe Mexès       | 30. března 1982 (43 let)    | 2011    | AS Řím                |                                                   |
| 7     | Ú      | Brazílie   | Robinho              | 25. ledna 1984 (41 let)     | 2010    | Manchester City       |                                                   |
| 8     | Z      | Itálie     | Riccardo Saponara    | 21. prosince 1991 (33 let)  | 2013    | Empoli                |                                                   |
| 9     | Ú      | Itálie     | Alessandro Matri     | 19. srpna 1984 (40 let)     | 2013    | Juventus              | v lednu odešel na hostování do ACF Fiorentina     |
| 10    | Z      | Ghana      | Kevin-Prince Boateng | 6. března 1987 (38 let)     | 2010    | Janov                 | v srpnu odešel do FC Schalke 04                   |
| 10    | Z      | Japonsko   | Keisuke Honda        | 13. června 1986 (38 let)    | 2014    | CSKA Moskva           |                                                   |
| 11    | Ú      | Itálie     | Giampaolo Pazzini    | 2. srpna 1984 (40 let)      | 2012    | Inter                 |                                                   |
| 13    | O      | Francie    | Adil Rami            | 27. prosince 1985 (39 let)  | 2014    | Valencia              |                                                   |
| 14    | Z      | Slovinsko  | Valter Birsa         | 7. srpna 1986 (38 let)      | 2013    | AC Chievo             |                                                   |
| 15    | Z      | Ghana      | Michael Essien       | 3. prosince 1982 (42 let)   | 2014    | Chelsea               | přišel v lednu                                    |
| 16    | Z      | Itálie     | Andrea Poli          | 29. září 1989 (35 let)      | 2013    | Sampdoria             |                                                   |
| 17    | O      | Kolumbie   | Cristián Zapata      | 30. září 1986 (38 let)      | 2012    | Villarreal            |                                                   |
| 18    | Z      | Itálie     | Riccardo Montolivo   | 18. ledna 1985 (40 let)     | 2012    | Fiorentina            |                                                   |
| 20    | O      | Itálie     | Ignazio Abate        | 12. listopadu 1986 (38 let) | 2009    | Turín                 |                                                   |
| 21    | O      | Guinea     | Kévin Constant       | 10. května 1987 (37 let)    | 2012    | Janov                 |                                                   |
| 22    | Z      | Brazílie   | Kaká                 | 22. dubna 1982 (42 let)     | 2013    | Real Madrid           |                                                   |
| 23    | Z      | Itálie     | Antonio Nocerino     | 9. dubna 1985 (40 let)      | 2011    | Palermo               | v lednu odešel na hostování do West Ham United FC |
| 23    | Z      | Maroko     | Adel Taarabt         | 24. května 1989 (35 let)    | 2014    | QPR FC                | přišel v lednu                                    |
| 24    | Z      | Itálie     | Bryan Cristante      | 3. března 1995 (30 let)     | 2011    | Juniorka              |                                                   |
| 25    | O      | Itálie     | Daniele Bonera       | 31. května 1981 (43 let)    | 2006    | Parma                 |                                                   |
| 26    | O      | Argentina  | Matías Silvestre     | 24. září 1984 (40 let)      | 2013    | Inter                 |                                                   |
| 28    | O      | Nizozemsko | Urby Emanuelson      | 16. června 1986 (38 let)    | 2011    | Ajax                  |                                                   |
| 32    | B      | Itálie     | Christian Abbiati    | 8. července 1977 (47 let)   | 1998    | Monza                 |                                                   |
| 33    | O      | Kolumbie   | Jherson Vergara      | 26. května 1994 (30 let)    | 2014    | Universitario Popayán | v lednu odešel na hostování Parma FC              |
| 34    | Z      | Nizozemsko | Nigel de Jong        | 30. listopadu 1984 (40 let) | 2012    | Manchester City       |                                                   |
| 35    | B      | Itálie     | Ferdinando Coppola   | 10. července 1978 (46 let)  | 2013    | Turín FC              |                                                   |
| 37    | Ú      | Itálie     | Andrea Petagna       | 30. července 1995 (29 let)  | 2012    | Juniorka              | v lednu návrat z hostování                        |
| 45    | Ú      | Itálie     | Mario Balotelli      | 12. srpna 1990 (34 let)     | 2013    | Manchester City       |                                                   |
| 59    | B      | Brazílie   | Gabriel              | 27. září 1992 (32 let)      | 2012    | Parma                 |                                                   |
| 78    | Ú      | Senegal    | M'Baye Niang         | 19. prosince 1994 (30 let)  | 2012    | Caen                  | v lednu odešel na hostování do Montpellier HSC    |
| 81    | Ú      | Itálie     | Cristian Zaccardo    | 21. prosince 1981 (43 let)  | 2013    | Parma                 |                                                   |
| 92    | Ú      | Itálie     | Stephan El Shaarawy  | 27. října 1992 (32 let)     | 2011    | Janov                 |                                                   |
| 98    | Ú      | Maroko     | Hachim Mastour       | 14. června 1998 (26 let)    | 2012    | Reggiana              |                                                   |

### Změny v kádru v letním přestupovém období 2013[7]
| Přišli do týmu | Přišli do týmu | Přišli do týmu     | Přišli do týmu | Přišli do týmu        | Přišli do týmu     | Přišli do týmu | Odešli z týmu | Odešli z týmu | Odešli z týmu           | Odešli z týmu | Odešli z týmu       | Odešli z týmu   | Odešli z týmu |
| Pozice         | Nár.           | Hráč               | Věk            | Odkud přišel          | Typ                | Cena           | Pozice        | Nár.          | Hráč                    | Věk           | Kam odešel          | Typ             | Cena          |
| B              | Itálie         | Ferdinando Coppola | 35             | Turín FC              | přestup            | zadarmo        | O             | Itálie        | Luca Antonini           | 31            | Janov CFC           | přestup         | zadarmo       |
| O              | Argentina      | Matías Silvestre   | 28             | FC Inter Milán        | hostování          | 1 mil. Euro    | O             | Španělsko     | Dídac Vilà              | 24            | Betis Sevilla       | hostování       | ?             |
| O              | Kolumbie       | Jherson Vergara    | 19             | Universitario Popayán | přestup            | 2 mil. Euro    | O             | Itálie        | Michelangelo Albertazzi | 23            | Hellas Verona FC    | přestup         | 500 000 Euro  |
| O              | Nigérie        | Taye Taiwo         | 28             | FK Dynamo Kyjev       | konec hostování    |                | O             | Nigérie       | Taye Taiwo              | 28            | Bursaspor           | přestup         | zadarmo       |
| O              | Kolumbie       | Cristián Zapata    | 26             | Villarreal CF         | využitá opce       | 6 mil. Euro    | O             | Kolumbie      | Mario Yepes             | 37            | Atalanta BC         | přestup         | zadarmo       |
| O              | Brazílie       | Rodrigo Ely        | 19             | Reggina Calcio        | návrat z hostování |                | O             | Brazílie      | Rodrigo Ely             | 19            | AS Varese 1910      | hostování       | ?             |
| Z              | Slovinsko      | Valter Birsa       | 26             | Janov CFC             | přestup            | zadarmo        | O             | Polsko        | Bartosz Salamon         | 22            | UC Sampdoria        | přestup         | 3,4 mil. Euro |
| Z              | Nizozemsko     | Urby Emanuelson    | 27             | Fulham FC             | návrat z hostování |                | Z             | Itálie        | Massimo Ambrosini       | 36            | ACF Fiorentina      | přwstup         | zadarmo       |
| Z              | Itálie         | Andrea Poli        | 23             | UC Sampdoria          | přestup            | 9,7 mil. Euro  | Z             | Ghana         | Kevin-Prince Boateng    | 26            | FC Schalke 04       | přestup         | 10 mil. Euro  |
| Z              | Itálie         | Riccardo Saponara  | 21             | Empoli FC             | přestup            | 4,8 mil. Euro  | Z             | Francie       | Mathieu Flamini         | 29            | Arsenal FC          | přestup         | zadarmo       |
| Z              | Sierra Leone   | Rodney Strasser    | 23             | Parma FC              | návrat z hostování |                | Z             | Mali          | Bakaye Traoré           | 28            | Kayseri Erciyesspor | hostování       | ?             |
| Z              | Brazílie       | Kaká               | 31             | Real Madrid           | přestup            | zadarmo        | Z             | Sierra Leone  | Rodney Strasser         | 23            | Janov CFC           | přestup         | 3,5 mil. Euro |
| Ú              | Itálie         | Alessandro Matri   | 28             | Juventus FC           | přestup            | 11 mil. Euro   | Ú             | Španělsko     | Bojan Krkić             | 22            | AS Řím              | konec hostování |               |
| Ú              | Itálie         | Gianmarco Zigoni   | 22             | AS Avellino 1912      | návrat z hostování |                | Ú             | Itálie        | Gianmarco Zigoni        | 22            | US Lecce            | hostování       | ?             |
| Ú              | Nigérie        | Nnamdi Oduamadi    | 22             | AS Varese 1910        | návrat z hostování |                | Ú             | Nigérie       | Nnamdi Oduamadi         | 22            | Brescia Calcio      | hostování       | ?             |
| Ú              | Itálie         | Giacomo Beretta    | 21             | Janov CFC             | návrat z hostování |                | Ú             | Itálie        | Giacomo Beretta         | 21            | US Lecce            | hostování       | ?             |
|                |                |                    |                |                       |                    |                | Ú             | Itálie        | Andrea Petagna          | 18            | UC Sampdoria        | hostování       | ?             |

### Změny v kádru v zimním přestupovém období 2014[8]
| Přišli do týmu | Přišli do týmu | Přišli do týmu  | Přišli do týmu | Přišli do týmu         | Přišli do týmu     | Přišli do týmu | Odešli z týmu | Odešli z týmu | Odešli z týmu    | Odešli z týmu | Odešli z týmu      | Odešli z týmu | Odešli z týmu |
| Pozice         | Nár.           | Hráč            | Věk            | Odkud přišel           | Typ                | Cena           | Pozice        | Nár.          | Hráč             | Věk           | Kam odešel         | Typ           | Cena          |
| O              | Francie        | Adil Rami       | 28             | Valencia CF            | hostování s opcí   | 400 000 Euro   | O             | Kolumbie      | Jherson Vergara  | 19            | Parma FC           | hostování     | ?             |
| Z              | Ghana          | Michael Essien  | 31             | Chelsea FC             | přestup            | zadarmo        | Z             | Itálie        | Antonio Nocerino | 28            | West Ham United FC | hostování     | ?             |
| Z              | Japonsko       | Keisuke Honda   | 27             | CSKA Moskva            | přestup            | zadarmo        | Ú             | Itálie        | Alessandro Matri | 28            | ACF Fiorentina     | hostování     | ?             |
| Z              | Maroko         | Adel Taarabt    | 24             | Queens Park Rangers FC | hostování          | ?              | Ú             | Senegal       | M'Baye Niang     | 19            | Montpellier HSC    | hostování     | ?             |
| Ú              | Nigérie        | Nnamdi Oduamadi | 23             | Brescia Calcio         | návrat z hostování |                | Ú             | Nigérie       | Nnamdi Oduamadi  | 23            | AS Varese 1910     | hostování     | ?             |
| Ú              | Itálie         | Andrea Petagna  | 18             | UC Sampdoria           | konec hostování    |                |               |               |                  |               |                    |               |               |

## Zápasy v sezoně 2013/14

### Serie A (Italská liga)
|              | ATA | BOL | CAL | CAT | CHI | FIO | JAN | INT | JUV | LAZ | LIV | NEA | PAR | ŘÍM | SAM | SAS | TUR | UDI | VER |
| ------------ | --- | --- | --- | --- | --- | --- | --- | --- | --- | --- | --- | --- | --- | --- | --- | --- | --- | --- | --- |
| Utkání doma  | 3:0 | 1:0 | 3:1 | 1:0 | 3:0 | 0:2 | 1:1 | 1:0 | 0:2 | 1:1 | 3:0 | 1:2 | 2:4 | 2:2 | 1:0 | 2:1 | 1:1 | 1:0 | 1:0 |
| Utkání venku | 1:2 | 3:3 | 2:1 | 3:1 | 0:0 | 2:0 | 2:1 | 0:1 | 2:3 | 1:1 | 2:2 | 1:3 | 2:3 | 0:2 | 2:0 | 3:4 | 2:2 | 0:1 | 1:2 |

Tabulka
| Poř. | Tým              | Z  | V  | R  | P  | VG | OG | B   |
| ---- | ---------------- | -- | -- | -- | -- | -- | -- | --- |
| 1.   | Juventus FC      | 38 | 33 | 3  | 2  | 80 | 23 | 102 |
| 2.   | AS Řím           | 38 | 26 | 7  | 5  | 72 | 25 | 85  |
| 3.   | SSC Neapol       | 38 | 23 | 9  | 6  | 77 | 39 | 78  |
| 4.   | ACF Fiorentina   | 38 | 19 | 8  | 11 | 65 | 44 | 65  |
| 5.   | FC Inter Milán   | 38 | 15 | 15 | 8  | 62 | 39 | 60  |
| 6.   | Parma FC 1       | 38 | 15 | 13 | 10 | 58 | 46 | 58  |
| 7.   | Turín FC         | 38 | 15 | 12 | 11 | 58 | 48 | 57  |
| 8.   | AC Milán         | 38 | 16 | 9  | 13 | 57 | 49 | 57  |
| 9.   | SS Lazio         | 38 | 15 | 11 | 12 | 54 | 54 | 56  |
| 10.  | Hellas Verona FC | 38 | 16 | 6  | 16 | 62 | 68 | 54  |

Poznámky
- Z = Odehrané zápasy; V = Vítězství; R = Remízy; P = Prohry; VG = Vstřelené góly; OG = Obdržené góly; B = Body
- 1  Parma FC si vybojovala účast v Evropské lize. Jenže nebyla ji udělena licence UEFA.

|  | Mistr ligy a Přímý postup do Ligy mistrů 2014/15 |
|  | Přímý postup do Ligy mistrů 2014/15              |
|  | Postup do play-off Ligy mistrů 2014/15           |
|  | Přímý postup do Evropské ligy UEFA 2014/15       |
|  | Postup do play-off Evropské ligy UEFA 2014/15    |
|  | Postup do 3. předkola Evropské ligy UEFA 2014/15 |

### Coppa Italia (Italský pohár)
| osmifinále 15. ledna 2014 | AC Milán                                            | 3 – 1  | Spezia Calcio        | Stadio Giuseppe Meazza, Milán |  |  |
| 18:00 SELČ                | 28' Robinho 31' Giampaolo Pazzini 47' Keisuke Honda | Report | 90+1' Nicola Ferrari | Diváci: 15.584                |  |  |
|                           |                                                     |        |                      |                               |  |  |

| čtvrtfinále 22. ledna 2014 | AC Milán           | 1 – 2  | Udinese Calcio                          | Stadio Giuseppe Meazza, Milán |  |  |
| 21:00 SELČ                 | 6' Mario Balotelli | Report | 41' (pen) Luis Muriel 77' Nicolás López | Diváci: 10.227                |  |  |
|                            |                    |        |                                         |                               |  |  |

### Liga mistrů UEFA 2013/14
| 4. předkolo - 1. zápas 20. srpna 2013 | PSV Eindhoven  | 1 – 1  | AC Milán                | Philips Stadion, Nizozemsko           |  |
| 20:45 SELČ | 60' Tim Matavž | Report | 15' Stephan El Shaarawy | Diváci: 35.000 Rozhodčí: Cüneyt Çakır |  |
| Poznámky: Sestava: Abbiati – Emanuelson, Mexés, Zapata, Abate – Montolivo (K), De Jong (78. Poli), Muntari – El Shaarawy, Balotelli, Boateng (84. Niang) |                |        |                         |                                       |  |

| 4. předkolo - 2. zápas 28. srpna 2013 | AC Milán                                         | 3 – 0  | PSV Eindhoven | Stadio Giuseppe Meazza, Milán             |  |
| 20:45 SELČ | 9', 77' Kevin-Prince Boateng 55' Mario Balotelli | Report |               | Diváci: 51.598 Rozhodčí: Mark Clattenburg |  |
| Poznámky: Sestava: Abbiati – De Sciglio, Mexés, Zapata, Abate – Montolivo (K), De Jong, Muntari (82. Nocerino) – El Shaarawy (74. Poli), Balotelli, Boateng (86. Robinho) |                                                  |        |               |                                           |  |

| Základní skupina H: 1. zápas 18. září 2013 | AC Milán                                      | 2 – 0  | Celtic FC | Stadio Giuseppe Meazza, Milán           |  |
| 20:45 SELČ | 82' (vl.) Emilio Izaguirre 86' Sulley Muntari | Report |           | Diváci: 54.623 Rozhodčí: Wolfgang Stark |  |
| Poznámky: Sestava: Abbiati (K) – Constant (76. Robinho), Mexés, Zapata, Zaccardo – Nocerino, De Jong, Muntari – Balotelli, Birsa (63. Emanuelson), Matri (87. Poli) |                                               |        |           |                                         |  |

| Základní skupina H: 2. zápas 1. října 2013 | AFC Ajax            | 1 – 1  | AC Milán              | Johan Cruyff Arena, Amsterdam           |  |
| 20:45 SELČ | 90' Stefano Denswil | Report | 90+4' Mario Balotelli | Diváci: 51.692 Rozhodčí: Jonas Eriksson |  |
| Poznámky: Sestava: Abbiati – Constant, Mexés, Zapata, Abate – Muntari, De Jong, Poli (84. Emanuelson) – Robinho (80. Matri), Montolivo (K) – Balotelli |                     |        |                       |                                         |  |

| Základní skupina H: 3. zápas 22. října 2013 | AC Milán   | 1 – 1  | FC Barcelona     | Stadio Giuseppe Meazza, Milán        |  |
| 20:45 SELČ | 9' Robinho | Report | 23' Lionel Messi | Diváci: 74.487 Rozhodčí: Felix Brych |  |
| Poznámky: Sestava: Amelia – Constant, Mexés, Zapata, Abate – Muntari, De Jong, Montolivo (K) – Kaká (71. Emanuelson), Robinho (64. Balotelli), Birsa (80. Poli) |            |        |                  |                                      |  |

| Základní skupina H: 4. zápas 6. listopadu 2013 | FC Barcelona                                    | 3 – 1  | AC Milán               | Camp Nou, Barcelona                    |  |
| 20:45 SELČ | 23 (vl.)', 83' Lionel Messi 40' Sergio Busquets | Report | 23 (vl.)' Gerard Piqué | Diváci: 80.517 Rozhodčí: Milorad Mažić |  |
| Poznámky: Sestava: Abbiati – Emanuelson, Mexés, Zapata, Abate – Muntari, De Jong, Montolivo (K), Poli (74. Birsa) – Kaká (84. Matri) – Robinho (46. Balotelli) |                                                 |        |                        |                                        |  |

| Základní skupina H: 5. zápas 26. listopadu 2013 | Celtic FC | 0 – 3  | AC Milán                                         | Celtic Park, Glasgow                  |  |
| 20:45 SELČ |           | Report | 13' Kaká 49' Cristián Zapata 60' Mario Balotelli | Diváci: 58.619 Rozhodčí: Cüneyt Çakır |  |
| Poznámky: Sestava: Abbiati – Emanuelson, Bonera, Zapata, Abate (48. Nocerino) – Poli, De Jong, Montolivo (K) – Birsa (72. Constant), Kaká (80. Robinho) – Balotelli |           |        |                                                  |                                       |  |

| Základní skupina H: 6. zápas 11. prosince 2013 | AC Milán | 0 – 0  | AFC Ajax | Stadio Giuseppe Meazza, Milán        |  |
| 20:45 SELČ |          | Report |          | Diváci: 61.744 Rozhodčí: Howard Webb |  |
| Poznámky: Sestava: Abbiati – Constant, Bonera, Zapata, De Sciglio (48. Nocerino) – Muntari, De Jong, Montolivo (K) – El Shaarawy (24. Poli), Kaká (81. Mexés) – Balotelli |          |        |          |                                      |  |

Konečná tabulka skupiny H